# Chotków (gromada)
Chotków (do 31 XII 1958 Jelenin) – dawna gromada, czyli najmniejsza jednostka podziału terytorialnego Polskiej Rzeczypospolitej Ludowej w latach 1954–1972.
Gromady, z gromadzkimi radami narodowymi (GRN) jako organami władzy najniższego stopnia na wsi, funkcjonowały od reformy reorganizującej administrację wiejską przeprowadzonej jesienią 1954 do momentu ich zniesienia z dniem 1 stycznia 1973, tym samym wypierając organizację gminną w latach 1954–1972.
Gromadę Chotków z siedzibą GRN w Chotkowie utworzono 1 stycznia 1959 w powiecie żagańskim w woj. zielonogórskim na mocy uchwały nr V/21/58 WRN w Zielonej Górze z dnia 25 października 1958 w związku z przeniesieniem siedziby GRN gromady Jelenin z Jelenina do Chotkowa i zmianą nazwy jednostki na gromada Chotków; równocześnie z nowo utworzonej gromady Chotków wyłączono: a) wsie Kącin i Nieradza, włączając je do gromady Bożnów w tymże powiece; oraz b) wieś Urzuty, włączając ją do gromady Niwiska w powiecie zielonogórskim w tymże województwie; do gromady Chotków włączono natomiast obszar zniesionej gromady Przylaski w powiecie żagańskim.
Gromada przetrwała do końca 1972 roku, czyli do kolejnej reformy gminnej.